# André Laffargue
Pour les articles homonymes, voir Laffargue.
Pour l’article ayant un titre homophone, voir André Lafargue.
Charles-Victor-André, dit André Laffargue, né 24 septembre 1892 à Ligardes (Gers), mort le 25 septembre 1994 dans la même commune, est un général français, journaliste et écrivain.

## Biographie
Il fait des études au lycée d'Agen, puis entre à Saint-Cyr. Il fait son service au 55e régiment d'infanterie, à Aix-en-Provence. il quitte Saint-Cyr en décembre 1913 pour être affecté, en tant que sous-lieutenant, au 153e régiment d'infanterie de Toul. 

### Première Guerre mondiale
En 1914, il effectue une mission de couverture en Lorraine et participe aux combats de Morhange. Il combat ensuite jusque dans les Flandres. En 1915, lors d'une offensive en Artois, il est blessé à une jambe. Pendant sa convalescence, il écrit Étude sur l'attaque dans la période actuelle de la guerre, impressions d'un commandant de compagnie, et Conseils aux fantassins pour la bataille (Plon, 1916). Il expose sa théorie d'une tactique d'infiltration, selon laquelle dans une attaque de tranchées, la première vague d'assaut doit repérer les défenses adverses et les évaluer, puis se retirer sans combattre, et de laisser ce soin aux vagues suivantes. Cette théorie ne sera pas mise en pratique, ni par les Français, ni par les Alliés. 
Il a été dit que des exemplaires de cet ouvrage étant tombés aux mains des Allemands, ceux-ci les auraient, eux, utilisés : la réalité est qu'ils avaient auparavant effectué des tentatives dans ce sens, sous le commandement du major Willi Rohr. L'Illustration publie en 1916 des croquis qu'André Laffargue a réalisés lui-même pour illustrer ses conseils aux fantassins dans l'attaque de tranchées. Selon Williamson Murray et Allan R. Millett, Foch aurait volontiers souscrit aux nouvelles idées de Laffargue et il l'envoya au quartier général de Joffre. Mais Gamelin, alors chef de cabinet de Joffre, aurait écarté le jeune capitaine, n'ayant pas l'intention de lui laisser prendre trop d'influence. Il entre ensuite au GQG au 3e bureau, le Bureau des Opérations. Début 1917, il rejoint l'État-major d'une division d'infanterie. Il est alors proche de Maurice Barrès, chez qui il reçoit l'annonce de l'armistice de 1918.

### Entre-deux-guerres
Après guerre, André Laffargue poursuit sa carrière militaire. De 1922 à 1924, il fréquente l'École supérieure de guerre, où il a comme condisciple Charles de Gaulle. En 1926, il fait partie du cabinet militaire de Joffre. Il entre ensuite dans l'Armée du Rhin, et rejoint l'État-major du général Weygand. Impliqué dans la formation du fantassin, il écrit une série d'ouvrages, Les leçons du fantassin, le livre du soldat, qui seront réédités sans interruption jusqu'en 1951 (214 éditions au total).

### Seconde Guerre mondiale
À la déclaration de la Seconde Guerre mondiale, il est dans les Ardennes, il traverse les lignes et rejoint le Gers. Weygand le rappelle auprès de lui et lui confie la direction de l'infanterie. il commande l'Armée des Alpes, et rejoint à la fin de la guerre de Lattre de Tassigny pour opérer des missions avec la 1re Armée. Le 20 mai 1944 il est nommé général de division, puis général de division ayant rang de commandant de corps d'armée, enfin appellation de Général de corps d'armée. Il est gouverneur militaire de Grenoble.

### Après-guerre
Au procès de Pétain, le général Laffargue, en uniforme de l'armée « Rhin et Danube », témoigne en sa faveur, ce qui lui vaut d'être mis dès le lendemain en disponibilité. Puis il est réintégré et il termine sa carrière militaire en 1951. Il continue à écrire sur les thèmes militaires et historiques et collabore de 1962 à 1982 au journal Le Monde. Membre de la Société archéologique du Gers, il publie dans son Bulletin de nombreux articles.
Tout au long de ses écrits, André Laffargue révèle son attachement à des valeurs traditionnelles et conservatrices : admiration des chefs, justification de sa défense de Pétain (La Victoire du « vieux renard », 1983), rejet du gaullisme, de la résistance, du parlementarisme, mais aussi une observation fine des conditions de la guerre moderne et des difficultés de l'armée française à s'y adapter. Il meurt en 1994, à 102 ans.

## Publications
- Étude sur l'attaque dans la période actuelle de la guerre : Impressions et réflexions d'un commandant de compagnie, Paris, Plon, 1916
- Conseils aux fantassins pour la bataille par André Laffargue et Paul Déroulède, Paris, Plon, 1916
- L'infanterie dans la bataille des yeux, Lavauzelle, 1927
- L'étude par l'infanterie de la progression sous le feu de l'artillerie, 1928
- Commandant Laffargue. Les Leçons de l'instructeur d'infanterie. Méthode de formation du gradé et du soldat, à l'usage des cadres d'active et de réserve, 1re édition, 1930
- Commandant breveté Laffargue et capitaine Moureton. Les Leçons de l'artilleur. Le Livre du canonnier, avec la manœuvre illustrée du 75, 1933
- Les leçons d'histoire du soldat : à l'usage des cadres instructeurs et des hommes de troupe, 1940
- Justice pour ceux de 1940, Panazol, Lavauzelle, 1952
- Le général Dentz : Paris 1940-Syrie 1941 par André Laffargue et Maxime Weygand, Paris, SELF, Les Îles d'Or, 1954
- Fantassin de Gascogne : De mon jardin à la Marne et au Danube, Paris, Flammarion, 1962
- Foch et la bataille de 1918, Arthaud, 1967

- Prix du maréchal Foch 1967 de l’Académie française
- Jean Lannes : Maréchal de France, duc de Montebello, Auch, imprimerie Bouquet, 1975
- En visite chez d'Artagnan et autres mousquetaires gascons et béarnais (Promenades en Gascogne), Marsolan, CTR, 1979
- En visite chez Montluc et ses compagnons gascons (Promenades en Gascogne), Marsolan, CTR, 1980
- La victoire du « Vieux Renard », Paris, La Table Ronde, 1983